# Политика смены имён

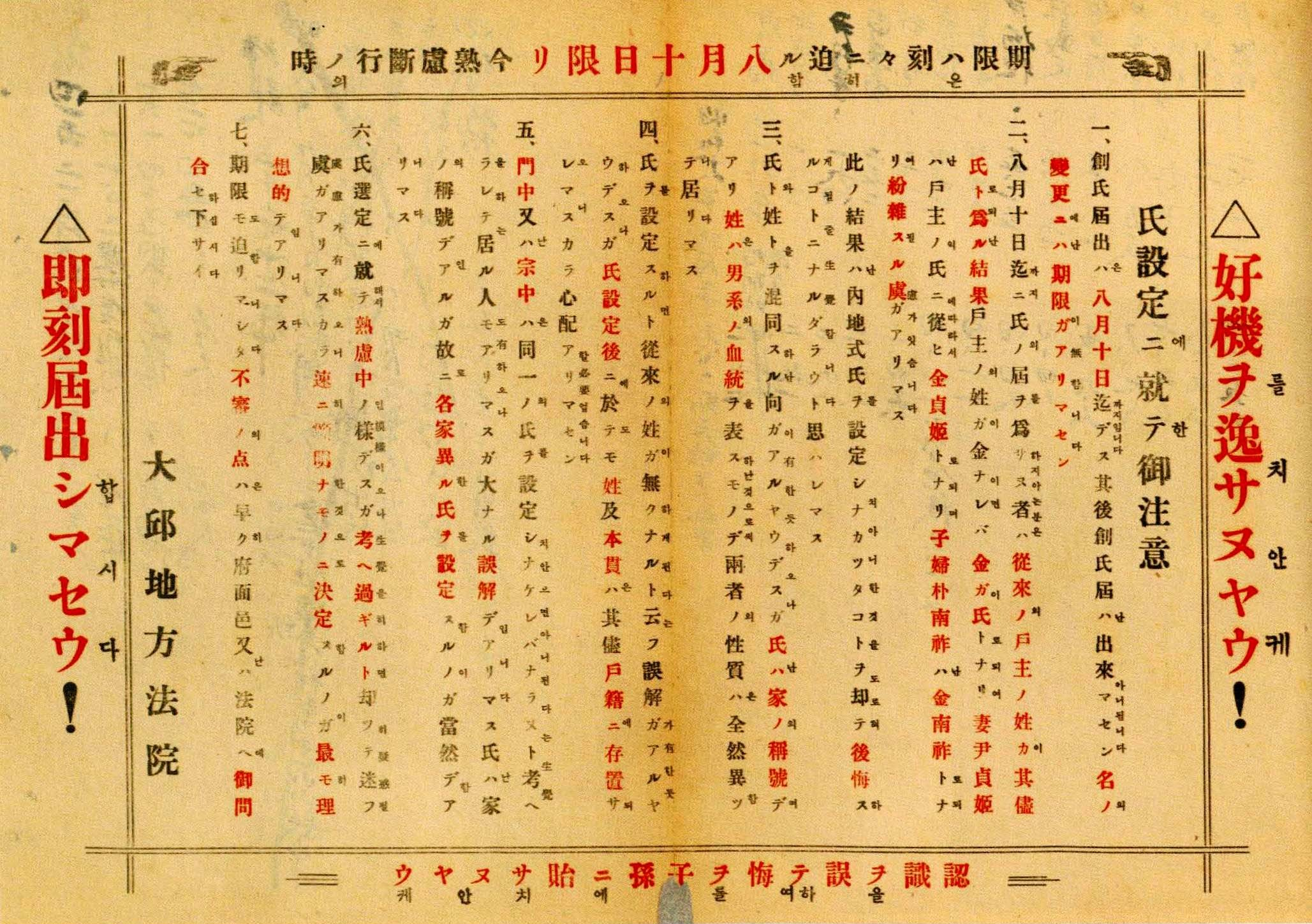
Объявление о введении Соси-каймэй в Тэгу, написано одновременно на японском и корейском языках

Политика смены имён (яп. 創氏改名, Со:си каймэй, кор. 창씨개명, Чхансси кэмён) — политика, проводившаяся японскими колониальными властями в Корее в 1939—1945 годах. В рамках этой политики корейцев побуждали менять свои имена на японские.

## Структура корейских и японских имён
Корейское имя состоит из фамилии (кор. 성?, 姓?), имени и пона. Фамилия передаётся по мужской линии и, как правило, состоит из одного иероглифа. Имя даётся при рождении и, как правило, состоит из двух иероглифов. Поскольку многие фамилии носят несколько кланов, для различения родственников от однофамильцев используется пон — указание на место происхождения легендарного предка-основателя рода (например, Кимы из Кёнджу). Фамилия записывается перед именем.
Японское имя состоит из фамилии (яп. 氏) и имени. Так же, как и в Корее, фамилия записывается впереди имени.

## Политика смены имён

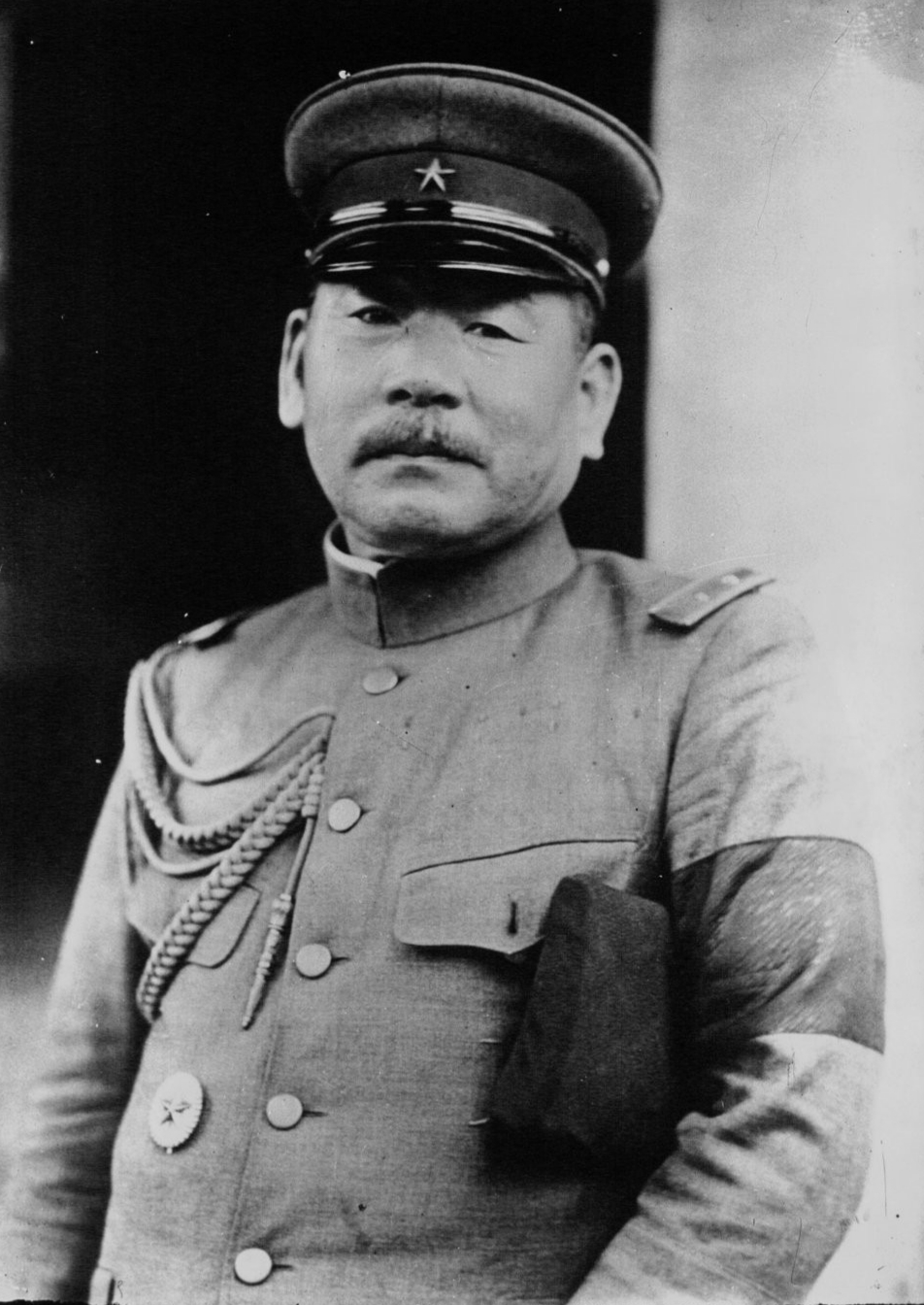
Генерал-губернатор Минами, автор и инициатор политики смены имён

В 1939 году генерал-губернатор Дзиро Минами издал указ, разрешавший корейцам брать японские фамилии. 11 февраля 1940 года он был дополнен указом, разрешавшим брать и японские имена; этот указ был приурочен к празднованию 2600-летия с основания японского государства. После этого в Корее была развернута широкая кампания по смене имён. Решение о смене имён принимал мужчина-глава семьи, в случае положительного решения имена (и фамилию) меняла вся семья. Хотя де-юре корейцы не были обязаны менять имя, на отказавшихся оказывалось большое общественное давление.
Кампания оказалась успешной: в течение 6 месяцев после опубликования второго указа фамилии сменили 80,5 % корейцев. Ниже приведена более подробная статистика (на 8 августа 1940 года).
| Провинция     | Общее число семей | Число семей, сменивших фамилию | Процент сменивших |
| ------------- | ----------------- | ------------------------------ | ----------------- |
| Кэйкидо       | 428 039           | 337 978                        | 79,0              |
| Тюсэй-хокудо  | 180 507           | 127 249                        | 70,5              |
| Тюсэй-нандо   | 259 444           | 219 079                        | 84,4              |
| Дзэнра-хокудо | 280 288           | 214 394                        | 76,5              |
| Дзэнра-нандо  | 426 768           | 344 753                        | 80,8              |
| Кэйсё-хокудо  | 462 580           | 354 508                        | 84,3              |
| Кэйсё-нандо   | 420 565           | 354 508                        | 84,3              |
| Кокайдо       | 303 587           | 236 522                        | 77,9              |
| Хэйан-нандо   | 238 907           | 184 577                        | 77,3              |
| Хэйан-хокудо  | 284 746           | 248 720                        | 87,3              |
| Когэндо       | 280 699           | 238 475                        | 85,0              |
| Канкё-нандо   | 260 186           | 217 172                        | 83,5              |
| Канкё-хокудо  | 182 609           | 117 985                        | 64,6              |
| Итого         | 4 008 925         | 3 228 931                      | 80,5              |

Политика вызвала протесты со стороны разных общественных сил. Многие простые корейцы отказывались менять фамилию и имя, ссылаясь на то, что смена фамилии равносильна разрыву с предками и родом. Корейские полицейские также подвергали эту систему критике, так как она затрудняла процесс поимки преступников. Наконец, некоторые радикально настроенные японские националисты также критиковали эту политику, считая, что корейцы недостойны носить японские имена.
После капитуляции Японии во Второй мировой войне американские оккупационные власти издали Указ о восстановлении имён, разрешавший корейцам вернуть свои изначальные фамилию и имя.

## Японские имена знаменитых корейцев
Президенты Южной Кореи:
- Пак Чонхи (박정희, 朴正熙) — Такаки Масао (高木正雄)
- Чхве Гюха (최규하, 崔圭夏) — Умэхара Кэйити (梅原圭一)
- Ким Ёнсам (김영삼, 金泳三) — Канэмура Косукэ (金村康右)
- Ким Тэджун (김대중, 金大中) — Тоёда Тайтю (豊田大中)
- Ли Мёнбак[3] (이명박, 李明博) — Цукияма Акихиро (月山明博)